# Briefmarken-Jahrgang 1977 der Deutschen Bundespost
Der Briefmarken-Jahrgang 1977 der Deutschen Bundespost umfasste 35 Sondermarken, davon waren vier Briefmarken nur als Briefmarkenblock erhältlich. In diesem Jahr wurden die ersten acht Dauermarken der neuen Serie Burgen und Schlösser herausgegeben.
Erstmals in der bisherigen Geschichte der Bundesrepublik Deutschland und der Bundespost wurde zu Lebzeiten eine Person mit einer Briefmarke geehrt, die nicht der Bundespräsident ist, es war der Erste Ehrenbürger Europas, Jean Monnet.
Alle seit dem 1. Januar 1969 ausgegebenen Briefmarken waren unbeschränkt frankaturgültig, es gab kein Ablaufdatum wie in den vorhergehenden Jahren mehr.
Durch die Einführung des Euro als europäische Gemeinschaftswährung zum 1. Januar 2002 wurde diese Regelung hinfällig.
Die Briefmarken dieses Jahrganges konnten allerdings bis zum 30. Juni 2002 genutzt werden. Ein Umtausch war noch bis zum 30. September in den Filialen der Deutschen Post möglich, danach bis zum 30. Juni 2003 zentral in der Niederlassung Philatelie der Deutschen Post AG in Frankfurt.

## Liste der Ausgaben und Motive
Legende
- Bild: Eine bearbeitete Abbildung der genannten Marke. Das Verhältnis der Größe der Briefmarken zueinander ist in diesem Artikel annähernd maßstabsgerecht dargestellt. Sollten keine Marken abgebildet sein, liegt es daran, dass das Urheberrecht des Künstlers noch nicht erloschen ist.
- Beschreibung: Eine Kurzbeschreibung des Motivs und/oder des Ausgabegrundes. Bei ausgegebenen Serien oder Blocks werden die zusammengehörigen Beschreibungen mit einer Markierung versehen eingerückt.
- Wert: Der Frankaturwert der einzelnen Marke in Pfennig. Ein „+“ bedeutet, dass es sich um eine Zuschlagsmarke handelt (= Frankaturwert + Spende).
- Ausgabedatum: Das Datum des erstmaligen Verkaufs dieser Briefmarke.
- Auflage: Soweit bekannt, wird hier die zum Verkauf angebotene Anzahl dieser Ausgabe angegeben.
- Entwurf: Soweit bekannt, wird hier angegeben, von wem der Entwurf dieser Marke stammt.
- Mi.-Nr.: Diese Briefmarke wird im Michel-Katalog unter der entsprechenden Nummer gelistet.

| Sondermarken | |                  |                       |             |                                      |                     |
| Bild         | Beschreibung | Werte in Pfennig | Ausgabe- datum (1977) | Auflage     | Entwurf                              | MiNr.               |
|              | Einweihung des Palais de l'Europe in Straßburg | 140              | 13. Januar            | 31.950.000  | Erwin Poell                          | 921                 |
|              | Till Eulenspiegel Illustrationen zu den gleichnamigen Büchern                                                                                     | 50               | 13. Januar            | 30.650.000  | Holger Börnsen                       | 922                 |
|              | Briefmarkenblock – 75 Jahre Jugendstil in Deutschland - Blumenornament                                                                            | 30               | 16. Februar           | 11.125.000  | Peter Steiner                        | Block 14 923        |
|              | - Athene mit Helm und Ornamente | 70               | 16. Februar           | 11.125.000  | Peter Steiner                        | 924                 |
|              | - Stuhl und Ornamente | 90               | 16. Februar           | 11.125.000  | Peter Steiner                        | 925                 |
|              | Jean Monnet, Ernennung zum Ehrenbürger Europas | 50               | 16. Februar           | 30.750.000  | Marina Langer-Rosa und Helmut Langer | 926                 |
|              | 25 Jahre Bundesgartenschau Logo der Bundesgartenschau in Stuttgart                                                                                | 50               | 14. April             | 29.450.000  | Otto Rieger                          | 927                 |
|              | 200. Geburtstag von Carl Friedrich Gauß (1777–1855) Physiker, Mathematiker, Astronom                                                              | 40               | 14. April             | 28.600.000  | Bruno K. Wiese                       | 928                 |
|              | Für die Jugend, Schiffe - Konvoischiff Wapen von Hamburg III                                                                                      | 30+15            | 14. April             | 5.698.000   | Heinz Schillinger                    | 929                 |
|              | - Fünfmastvollschiff Preußen | 40+20            | 14. April             | 5.791.000   | Heinz Schillinger                    | 930                 |
|              | - Schnelldampfer Bremen | 50+25            | 14. April             | 5.684.000   | Heinz Schillinger                    | 931                 |
|              | - Schwergutfracht- und Ausbildungsschiff Sturmfels                                                                                                | 70+35            | 14. April             | 5.515.000   | Heinz Schillinger                    | 932                 |
|              | Stauferjahr in Baden-Württemberg - Barbarossakopf                                                                                                 | 40               | 14. April             | 31.600.000  | Hanns Lohrer                         | 933                 |
|              | Europamarken, Landschaften - Autobahnabschnitt in der Rhön                                                                                        | 40               | 17. Mai               | 49.950.000  | Heinz Schillinger                    | 934                 |
|              | - Rheinlandschaft mit Siebengebirge | 50               | 17. Mai               | 126.100.000 | Heinz Schillinger                    | 935                 |
|              | 400. Geburtstag von Peter Paul Rubens (1577–1640) flämischer Maler des Barock Selbstporträt                                                       | 30               | 17. Mai               | 42.950.000  | Herbert Stelzer                      | 936                 |
|              | 600 Jahre Ulmer Münster Vorderansicht des Münsters                                                                                                | 40               | 17. Mai               | 33.000.000  | Herbert Kern                         | 937                 |
|              | 500 Jahre Johannes Gutenberg-Universität Mainz Siegel der Universität und Wappen des Kurfürsten Diether von Isenburg, Madonna im Strahlenkranz    | 50               | 17. Mai               | 30.600.000  | Karl Oskar Blase                     | 938                 |
|              | 450 Jahre Philipps-Universität Marburg Siegel der Universität, mit dem Abbild des Namensgebers Landgraf Philipp I.                                | 50               | 17. Mai               | 30.400.000  | Karl Oskar Blase                     | 939                 |
|              | 200. Geburtstag von Philipp Otto Runge (1777–1810) Maler des Frühromantik, Ausschnitt aus dem Bild Der Morgen                                     | 60               | 13. Juli              | 21.050.000  | Almir Mavignier                      | 940                 |
|              | 100. Todestag von Wilhelm Emmanuel von Ketteler (1811–1877) Das Wappen des katholischen Bischof von Mainz                                         | 50               | 13. Juli              | 33.650.000  | Peter Steiner                        | 941                 |
|              | 100. Geburtstag von Friedrich von Bodelschwingh der Jüngere (1877–1946) evangelischer Theologe                                                    | 50               | 13. Juli              | 30.050.000  | Gerd Aretz                           | 942                 |
|              | Archäologisches Kulturgut - Goldener Hut von Schifferstadt aus der Bronzezeit                                                                     | 30               | 16. August            | 50.000.000  | Heinz Schillinger                    | 943                 |
|              | - vergoldeter Spangenhelm aus dem Fürstengrab von Krefeld-Gellep                                                                                  | 120              | 16. August            | 8.650.000   | Heinz Schillinger                    | 944                 |
|              | - Bronzener Kentaurenkopf aus Schwarzenacker der Römerzeit                                                                                        | 200              | 16. August            | 8.900.000   | Heinz Schillinger                    | 945                 |
|              | 500 Jahre Eberhard Karls Universität Tübingen Siegel der Universität und Wappen von Tübingen, sowie des Grafen von Wirtemberg, Lehrender Christus | 50               | 16. August            | 30.000.000  | Karl Oskar Blase                     | 946                 |
|              | 100 Jahre Telefon in Deutschland - Vermittlungsbeamter in der Ortsvermittlung                                                                     | 50               | 13. Oktober           | 31.750.000  | Elisabeth von Janota-Bzowski         | 947                 |
|              | Tag der Briefmarke - Posthausschild der Postexpedition Hamburg, Ende 19. Jahrhundert                                                              | 10               | 13. Oktober           | 81.500.000  | Heinz Schillinger                    | 948                 |
|              | Wohlfahrtsmarken: Wiesenblumen - Kümmel, Carum carvi                                                                                              | 30+15            | 13. Oktober           | 11.287.000  | Heinz Schillinger                    | 949                 |
|              | - Löwenzahn, Taraxacum officinale | 40+20            | 13. Oktober           | 12.217.000  | Heinz Schillinger                    | 950                 |
|              | - Roter Klee, Trifolium pratense | 50+25            | 13. Oktober           | 16.160.000  | Heinz Schillinger                    | 951                 |
|              | - Wiesensalbei, Salvia pratensis | 70+35            | 13. Oktober           | 6.936.000   | Heinz Schillinger                    | 952                 |
|              | 250. Todestag von Johann Andreas Eisenbarth (1663–1727) Illustrationen mit fahrendem Wundarzt, Gehilfen und Kunden                                | 50               | 10. November          | 29.900.000  | Holger Börnsen                       | 953                 |
|              | 150. Todestag von Wilhelm Hauff (1802–1827) Schriftsteller                                                                                        | 40               | 10. November          | 30.000.000  | Elisabeth von Janota-Bzowski         | 954                 |
|              | Briefmarkenblock – Weihnachtsmarke - Ausschnitt aus dem Glasfenster der Sakristei der Basilika St. Gereon in Köln                                 | 50+25            | 10. November          | 11.187.000  | Claus Hansmann                       | Block 15 955        |
| Dauermarken  | |                  |                       |             |                                      |                     |
| Bild         | Beschreibung | Werte in Pfennig | Ausgabe- datum (1977) | Auflage     | Entwurf                              | Mi.-Nr Bund, Berlin |
|              | Dauermarkenserie: Burgen und Schlösser - Schloss Glücksburg                                                                                       | 10               | 14. April             | unbekannt   | Heinz Schillinger                    | 913 532             |
|              | - Burg Ludwigstein | 30               | 14. April             | unbekannt   | Heinz Schillinger                    | 914 534             |
|              | - Burg Eltz | 40               | 16. Februar           | unbekannt   | Heinz Schillinger                    | 915 535             |
|              | - Schloss Neuschwanstein | 50               | 17. Mai               | unbekannt   | Heinz Schillinger                    | 916 536             |
|              | - Marksburg | 60               | 13. Januar            | unbekannt   | Heinz Schillinger                    | 917 537             |
|              | - Schloss Mespelbrunn | 70               | 17. Mai               | unbekannt   | Heinz Schillinger                    | 918 538             |
|              | - Schloss Pfaueninsel | 190              | 16. Februar           | unbekannt   | Heinz Schillinger                    | 919 539             |
|              | - Schloss Bürresheim | 200              | 13. Januar            | unbekannt   | Heinz Schillinger                    | 920 540             |